# 어퍼이스트주

어퍼이스트주

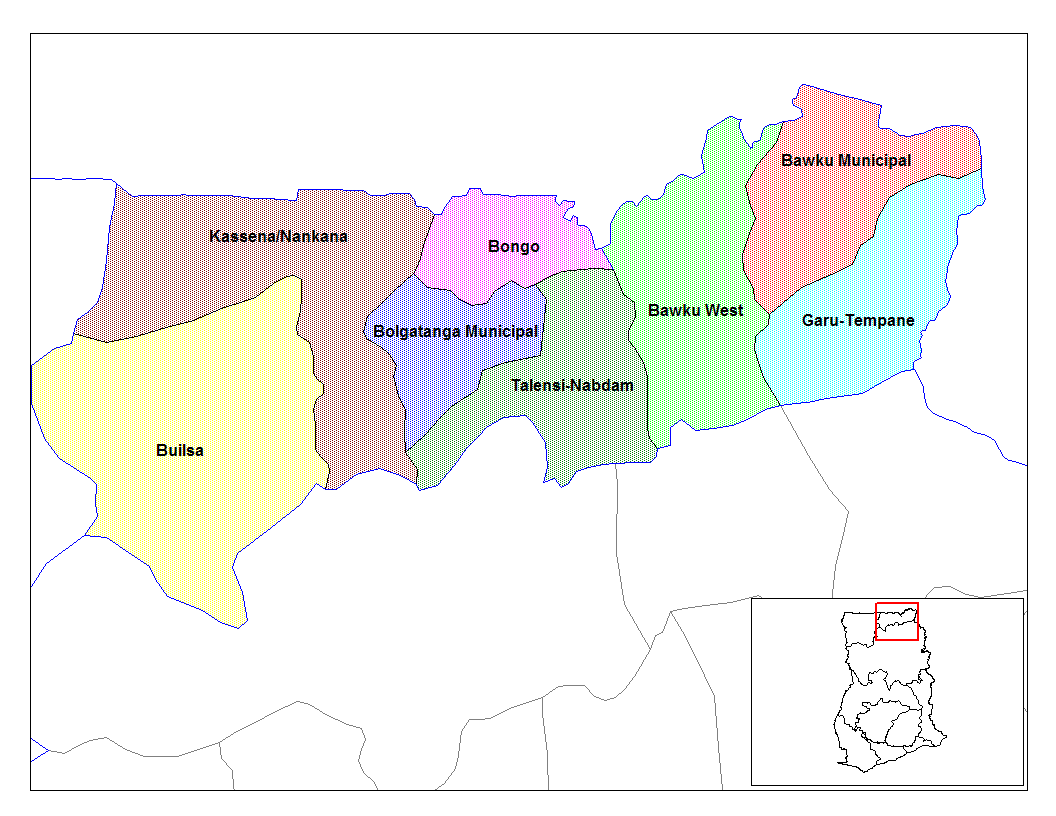
어퍼이스트주의 군

어퍼이스트주(Upper East Region)는 가나 북동부에 위치한 주로, 주도는 볼가탕가이며 인구는 920,089명(2000년 기준), 면적은 8,842km2이다. 9개 군을 관할하며 북쪽으로는 부르키나파소, 동쪽으로는 토고와 국경을 맞대고 있고 남쪽으로는 북부주, 서쪽으로는 어퍼웨스트주와 인접해 있다.